# Chiesa di San Lorenzo in San Pietro
La chiesa di San Lorenzo in San Pietro è un edificio sacro che si trova nel quartiere Pianello a Montalcino.

## Storia e descrizione
Le origini della chiesa non sono documentate con certezza, ma un primo riferimento che potrebbe riguardarla, con il nome di "San Pietro in Montalcino in Creta", compare in un trattato di Liutprando dell’814. L'edificio fu antica dipendenza dell'abbazia di Sant'Antimo. Si ha notizia della Compagnia dei Disciplinati, sotto il titolo di San Pietro, dal 1368, periodo in cui stava completando la cappella dell’Annunziata, oggi quasi del tutto scomparsa all’interno ma ancora ben riconoscibile dall’esterno. La struttura rivela una parte più antica, successivamente sopraelevata, probabilmente proprio dalla Compagnia di San Pietro, che la utilizzò come sede fino alla sua soppressione il 1° maggio 1785 per decreto di Pietro Leopoldo dei Lorena, Granduca di Toscana. In seguito, l’edificio divenne sede della parrocchia di San Lorenzo e da allora è conosciuto dai montalcinesi come chiesa di San Lorenzo in San Pietro.
L’architettura della chiesa è caratterizzata da una facciata alta ed elegante in pietra, un tetto a capanna e un campanile a vela. Il portale in travertino è accessibile tramite due rampe di scale contrapposte e, al centro della facciata, all’interno di un’apertura circolare, si trova un busto in pietra raffigurante San Pietro, di difficile datazione, forse replica settecentesca di un busto medievale.
L’interno, a navata unica, dell’edificio ha subito significative modifiche nel Seicento, con l’innalzamento della struttura e il rifacimento degli altari in stile barocco. Documenti attestano che nel 1665 si stava ultimando la costruzione dell’altare maggiore in marmo, opera degli scalpellini Francesco Costantini, senese, e Lorenzo Tozzi, probabilmente originario di Montalcino. Si distingue per la presenza di tre opere di Ventura Salimbeni: sull'altare maggiore, Cristo consegna le chiavi a San Pietro (1599); sull'altare a destra, l'Esaltazione dell'eucaristia (1600); sull'altare a sinistra, Cristo inchiodato alla croce (1604).

### L'Esaltazione dell'eucaristiadi Ventura Salimbeni
Il dipinto di Ventura Salimbeni intitolato Esaltazione dell'Eucaristia, o Disputa sull'Eucaristia, viene ritenuto da molti appassionati di argomenti misteriosi una "testimonianza ufologica". Nel dipinto, infatti, tra Dio Padre, Gesù e lo Spirito Santo, compare un grosso oggetto rotondo che qualcuno afferma essere inspiegabile in quell'epoca perché assomiglierebbe a un satellite artificiale con antenne.
L'oggetto in questione è comune nell'iconografia della Trinità, in quanto presente in decine di opere d'arte di quell'epoca. Nei dipinti aventi tale soggetto sono figure classiche quelle di Gesù, dello Spirito Santo in forma di colomba e di Dio Padre, tra i quali è spesso collocata la "Sfera celeste", che non rappresenta in particolare la Terra, ma l'intero Universo. Il dipinto di Salimbeni contiene in particolare la raffigurazione del Sole e della Luna. Frequentemente compaiono gli scettri, simboleggianti il potere su tutto il Creato, tenuti in mano da Gesù e Dio Padre e da alcuni spesso descritti come copie perfette delle antenne dello Sputnik.
Tra gli esempi più conosciuti possiamo citare l'Adoration de la Sainte Trinité (1640) di Johann Heinrich Schönfeld, e la Messe de Fondation de l'ordre des Trinitaires (1666) di Juan Carreno De Miranda, entrambi esposti al Louvre, ma moltissimi altri artisti hanno dipinto Trinità con "oggetti" simili, come Guercino, Coecke, Giorgioli e Bertusio.

## Altre immagini

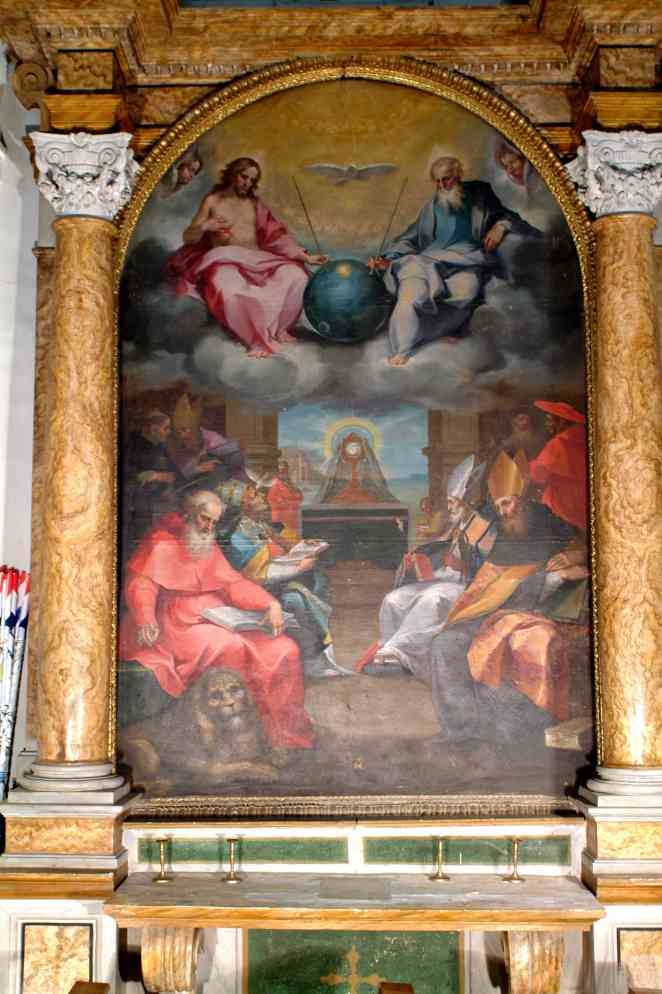
Esaltazione dell'Eucaristia di Ventura Salimbeni
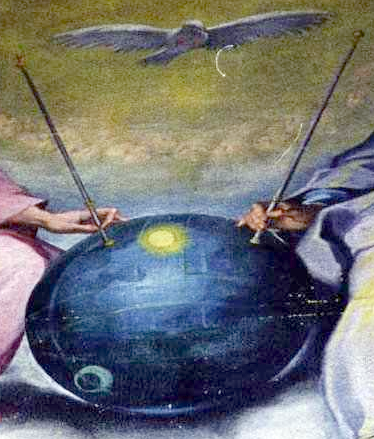
Particolare